# François Fillon
Francois Fillon (Le Mans, 4. ožujka 1954.) francuski je državnik i bivši francuski premijer. Trenutačno je zastupnik u Nacionalnoj skupštini.
Postavši zastupnikom 1981., François Fillon zatim je došao na funkciju predsjednika parlamentarnog Odbora za obranu, koju je vršio u razdoblju od 1986. do 1988. Godine 1992. bio je jedan od glavnih protivnika ratifikacije Ugovora iz Maastrichta. Kasnije je vršio razne funkcije u više desnih francuskih vlada –  bio je ministar visokog obrazovanja i znanosti u Balladurovoj vladi (1993. – 1995.), ministar za poštu, telekomunikacije i prostor u Juppéovoj vladi (1995. – 1997.), a u Raffarinovoj vladi ministar socijalnih poslova, rada i solidarnosti (2002. – 2004.) te ministar nacionalnog obrazovanja, visokog školstva i znanosti (2004. – 2005.). Bio je predsjednik francuske vlade tijekom petogodišnjeg predsjedničkog mandata Nicolasa Sarkozyja (2007. – 2012.).
Tijekom nekoliko mjeseci 2014. godine, zajedno s bivšim premijerima Alainom Juppéom i Jean-Pierrom Raffarinom, član je privremenog predsjedništva Saveza za narodni pokret, glavne desne stranke u Francuskoj, kasnije preimenovane u Les Républicains.
27. studenog 2016. pristaše umjerene desnice biraju ga za kandidata na predsjedničkim izborima 2017. godine, nakon što je dobio veću podršku nego Alain Juppé i Nicolas Sarkozy.
François Fillon također je obnašao funkciju predsjednika regije Pays-de-la-Loire.

## Vanjske poveznice
- François Fillon na stranici Vlade Francuske Republike, www.gouvernement.fr (pristupljeno 11. rujna 2014.)